# Nyctemera kebeae
Nyctemera kebeae là một loài bướm đêm thuộc phân họ Arctiinae, họ Erebidae.